# 1763

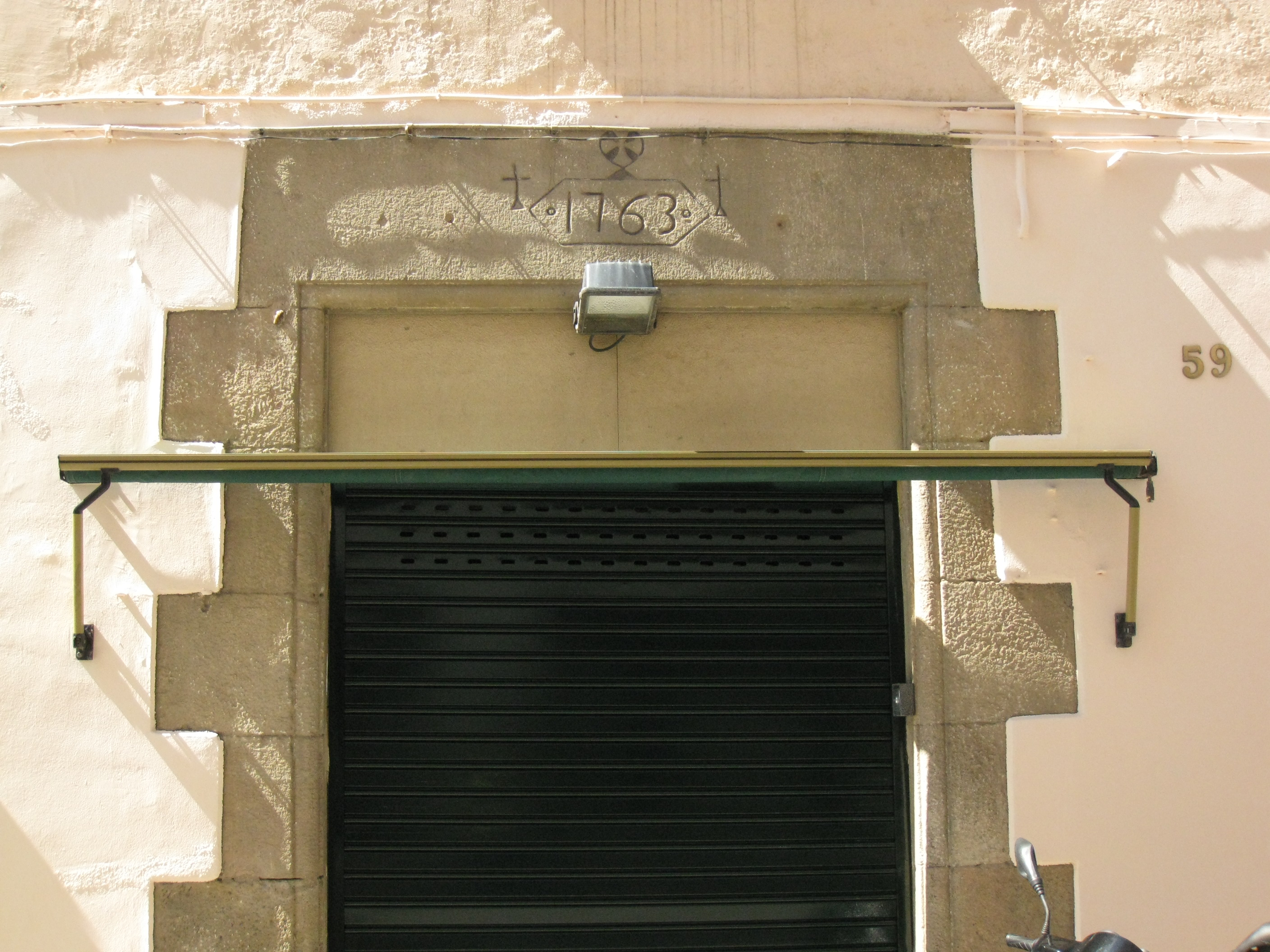
Llinda al carrer Sant Josep de Calella

## Esdeveniments
Països Catalans
- Menorca torna sota domini anglès pel Tractat de París.[1]

Resta del món
- Circàssia i Imperi Rus: inici del genocidi circassià

- 10 de febrer, París, Regne de França: S'hi signa la pau que posa fi a la Guerra dels Set Anys.
- 15 de febrer - Hubertusburg (Saxònia, Alemanya): fí de la Guerra dels Set Anys amb la signatura del Tractat de Hubertusburg entre Prússia, Àustria i l'Electorat de Saxònia. Aquest representa l'ascens de Prússia entre els grans poders europeus.
- 22 de març, Espanya: Es crea el cos d'artilleria de l'Armada Espanyola.[2]
- 14 de maig, Bolonya: S'inaugura el Teatro Comunale amb l'òpera Il trionfo di Clelia, de Gluck.[3]

## Naixements
Països Catalans
- 10 d'abril, Cervera, diòcesi de Solsona: Benet Maria Moixó i de Francolí, monjo benet que arribà ser arquebisbe de Charca (Amèrica del Sud).[4]

Resta del món
- 9 de gener, Rehestädt: Karl Gottlieb Umbreit, organista i compositor alemany.
- 15 de juny, Kashiwabara: Issa Kobayashi, poeta japonès.
- 23 de juny, Les Trois-Îlets, Martinica: Josefina de Beauharnais, emperadriu de França des de 1804 fins a la seva mort (m. 1814).[5]
- 11 d'agost, Lucca: Teresa Bandettini, escriptora italiana (m. 1837).[6]
- 2 de setembre, Gotinga: Caroline Schelling, intel·lectual del romanticisme alemany, traductora de Shakespeare (m. 1809).[7]

## Necrològiques
- 12 de juliol, Nanquín (Xina): Cao Xueqín (en xinès: 曹雪芹; en pinyin: Cáo Xuěqín), també conegut com a Mengruan (夢阮), novel·lista, poeta, filòsof i pintor que va viure durant la dinastia Qing.[8]
- 3 de desembre: Carl August Thielo, compositor danès del Barroc.